# Арменіакон
Фема Арменіакон або Арменіак (грец. θέμα Άρμενιάκων) — військово-адміністративна одиниця Візантійської імперії (фема), яка розташовувалась на північному-сході Малої Азії (сучасна Туреччина). Отримала назву від колишньої держави Мала Вірменія та військового магістерію Вірменія.

## Історія
Арменіакон було утворено в результаті реформи імператора Іраклія десь наприкінці 630-х років. Охоплювала землі давніх царств Понт, Мала Вірменія, Пафлагонія і Каппадокія. Спочатку тут розташовувалися війська, що підпорядковувалися військовому магістру Вірменії (magister militum per Armeniam), які повинні були захищати північні області Малої Азії від нападів арабських військ.
Остаточно оформлення відбулося до середини 660-х років. На початку IX ст. з частини Армеіакону були утворенні феми Харсіан і Каппадокія. До 860-х років виокремлено феми Халдія, Пафлагонія і Колонеа.
Важливе значення цієї феми, її багатство, щільність населення перетворили на одну з найважливіших провінцій Візантійської імперії. Тому часто вона ставала центром повстань проти центральної влади, зокрема Вардана та Барди Скліра.
В 1073 році після поразки візантійського війська у битві біля Манцикерту від сельджуцького султана Алп-Арслана фему було захоплено норманським найманцем Руссселем де Байолем, що збирався створити тут власну державу. Проте до 1074 року того було переможено Олексієм Комніном. Проте внаслідок боротьби за владу у Візантії в 1070-х років сельджуки захопили Арменіакон, де згодом утворилася держава Данішмендидів. В 1090-х роках північні землі колишньої феми було відвойовано, але її не стали відновлювати.

## Управління
Адміністративним центром було місто Амасья. На чолі стояв стратег, що спочатку отримував щорічну зарплатню у 40 лібрів золота. Він мав значну владу на цивільним та військовим життям. Фема у VII—IX ст. виставляла 9 тис. вояків-стратіотів. У IX ст. на її території розташовувалося 17 потужних фортець. Надалі була важливою базою при наступі на Кавказі.

## Відомі стратеги
- Саборій Персогеніт (667—668)
- Артабаст (710-ті роки)
- Микита (741—742), син попереднього
- Олексій Муселе (790—792)
- Мануїл Вірменин (810-ті)
- Барда Фока Старший (941—943)
- Іоанн Халд (990-ті)